# Phaeoura cladonia
Phaeoura cladonia là một loài bướm đêm trong họ Geometridae.